# 칼라이스와 제테스

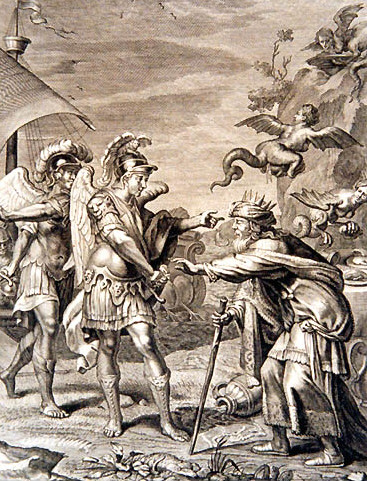
칼라이스와 제테스

칼라이스와 제테스는 그리스 신화에 등장하는 날개 달린 형제들이다. 이들을 아울러 보레아다이(Βορεάδαι, 영어: Boreads)로 부르며 그 기원은 트라케(Thrace)로, 겨울의 폭풍을 의미하는, 그들의 아버지 보레아스의 고향이다. 칼라이스와 제테스는 매우 섬세하고 우아한 털을 지녔으며 이로 인해 나는 능력을 갖게 되었다. 이들은 키오네와 클레오파트라의 형제들이다.
칼라이스는 오르페우스의 사랑을 받은 것으로 알려져 있다. 칼라이스를 생각하며 배회하던 오르페우스는 질투를 느낀 트라키아인 여성의 손에 죽임을 당한 것으로 전해내려온다.